# Päivi Räsänen
Päivi Maria Räsänen (ur. 19 grudnia 1959 w Sonkajärvi) – fińska lekarka i polityk, posłanka do Eduskunty i przewodnicząca Chrześcijańskich Demokratów, od 2011 do 2015 także minister spraw wewnętrznych.

## Życiorys
W 1984 uzyskała licencjat z zakresu medycyny. Pracowała jako lekarz w szpitalu w Riihimäki, prowadziła prywatną praktykę lekarską, a w latach 1992–1995 była lekarzem medycyny pracy dla pracowników administracji rządowej. W 1993 zasiadła w radzie miejskiej Riihimäki, w 1995 została deputowaną do Eduskunty. W wyborach w 1999, 2003, 2007, 2011, 2015, 2019 i 2023 uzyskiwała reelekcję na kolejne kadencje.
W 2004 stanęła na czele swojego ugrupowania – Chrześcijańskich Demokratów. W rządzie Jyrkiego Katainena 22 czerwca 2011 objęła stanowisko ministra spraw wewnętrznych. Pozostała na tym stanowisku również w utworzonym w 2014 gabinecie Alexandra Stubba. Zakończyła urzędowanie w 2015. W tym samym roku na funkcji przewodniczącej chadeków zastąpiła ją Sari Essayah.
Od 1985 zamężna z pastorem Niilem Räsänenem, mają pięcioro dzieci.